# Cruising with Ruben & the Jets
Cruising With Ruben & The Jets es el cuarto álbum de Frank Zappa y The Mothers of Invention, editado en 1968, y reeditado de forma controvertida con nuevas piezas de bajo y percusión en 1984.
El álbum es una combinación de parodia y tributo a la música doo wop con la que crecieron Zappa y los músicos de The Mothers. El álbum ha sido descrito como una colisión de arte bajo y alto, con cambios de acordes del tipo de Stravinsky e inusuales tempos aplicados a canciones de amor. Los coros al final de "Fountain of Love" son el comienzo de la melodía de Rite of Spring de Stravinsky.
El álbum sirvió como resurgimiento de los estilos de rock de los años 50. pronto después apareció la banda Sha-Na-Na de Nueva York tocando doo wop. Chuck Berry y Elvis Presley relanzaron su carrera no mucho después de la edición de este álbum. Bo Diddley anunció "I'm back and I'm feelin' fine" (estoy de vuelta y sintiéndome bien) en su sencillo de retorno Bo Diddley 1969.
En 1973, una banda de doo wop, formada por Ruben Guevara, Tony Duran, Robert "Frog" Camarena, Johhny Martinez, Robert "Buffalo" Roberts, Bill Wild, y Bob Zamora quisieron usar el nombre "Ruben and the Jets" para formar una banda. Zappa, no sólo dio su visto bueno, sino que produjo su primer álbum, titulado For Real!. 
En 1984, Zappa, no contento con la calidad de sonido de Cruising with Ruben & the Jets, contrató a Arthur Barrow y Chad Wackerman para regrabar el bajo y algunas partes de batería (aunque no fueron mencionados en los créditos) para la reedición del álbum en CD. Además del bajo y la batería, Zappa añadió algunas piezas vocales y remezcló todo, quedando un álbum totalmente nuevo. Al igual que su remezcla de We're Only in It for the Money, de la misma época, es muy controvertido entre sus seguidores. Todas las reediciones posteriores a 1984 tienen estos sustanciales cambios. La versión del álbum original de 1968 nunca ha sido editado en Cd, aunque hay algún bootleg.
Una versión mono del álbum apareció en el Reino Unido en 1969 (Verve VLP. 9237) junto con el estéreo original, pero como justo en esa época MGM decidió dejar su distribución de Verve Records en el Reino Unido, pocas copias llegaron a las tiendas.

## Lista de canciones

### Cara A
1. "Cheap Thrills" (Zappa) - (2:20)
2. "Love of My Life" (Zappa) - (3:17)
3. "How Could I Be Such a Fool" (Zappa) - (3:33)
4. "Deseri" (Buff, Collins) - (2:04)
5. "I'm Not Satisfied" (Zappa) - (3:59)
6. "Jelly Roll Gum Drop" (Collins) - (2:17)
7. "Anything" (Collins,Zappa) - (3:00)

### Cara B
1. "Later That Night" (Zappa) - (3:04)
2. "You Didn't Try to Call Me" (Zappa) - (3:53)
3. "Fountain of Love" (Zappa) - (2:57)
4. "No. No. No." (Zappa) - (2:27)
5. "Anyway The Wind Blows" (Zappa) - (2:26)
6. "Stuff Up The Cracks" (Zappa) - (4:29)

 Versión CD
1. "Cheap Thrills" (Zappa) – 2:39
2. "Love of My Life" (Zappa) – 3:08
3. "How Could I Be Such a Fool?" (Zappa) – 3:34
4. "Deseri" (Buff, Collins) – 2:08
5. "I'm Not Satisfied" (Zappa) – 4:08
6. "Jelly Roll Gum Drop" (Zappa) – 2:24
7. "Anything" (Collins) – 3:05
8. "Later That Night" (Zappa) – 3:00
9. "You Didn't Try to Call Me" (Zappa) – 3:57
10. "Fountain of Love" (Collins, Zappa) – 3:22
11. "No. No. No." (Zappa) – 2:15
12. "Any Way the Wind Blows" (Zappa) – 3:01
13. "Stuff Up the Cracks" (Zappa) – 4:36

## Personal
- Frank Zappa – guitarra, teclados, sound effects, voz, bajo, batería
- Jimmy Carl Black – guitarra, percusión, batería, guitarra rítmica
- Ray Collins – guitarra, voz
- Roy Estrada – bajo, efectos de sonido, voz,
- Bunk Gardner – saxofón alto, saxofón tenor
- Don Preston – bajo, piano, teclados
- Jim Sherwood – guitarra, voz, viento
- Euclid James "Motorhead" Sherwood – saxofón barítono, pandereta
- Art Tripp – guitarra, guitarra rítmica
- Ian Underwood – guitarra, piano, teclados, saxofón alto, saxofón tenor, viento
- Arthur Barrow – bajo en Old Masters y versión CD (sin crédito en CD)
- Chad Wackerman – batería en Old Masters y versión CD (sin crédito en CD)
- Jay Anderson - bajo en Old Masters y versión CD (sin crédito)

## Producción
- Productor: Frank Zappa
- Ingeniero: Dick Kunc
- Diseño artístitico: Cal Schenkel